# جدف‌حور
جدف‌حور یا حورجدف (به انگلیسی: Djedefhor) شاهزاده‌ای در دودمان چهارم مصر باستان بود. نام او «پاینده چون حوروس» معنا می‌دهد.

## زندگی‌نامه
جدف‌حور پسر فرعون قدرتمند دودمان چهارم، خوفو بود. برادران ناتنی او جدفرع و خفرع می‌شدند که هر دو بعدها به شاهی رسیدند. مادر او شهبانو مریت‌ایتس یکم بود.
نام او در سنگ‌نبشته‌ای وادی حمامت و نیز در کارتوشی پس از نام خوفو، جدفرع، و خفرع آمده است. در این کارتوش نام برادر دیگر او، باعوفرع، پس از نام او آورده شده. آموزه‌های جدف‌حور متنی به یاد مانده از پادشاهی کهن مصر است که به او نسبت داده می‌شود. به نظر می‌آید که او پس از مرگ از سوی مردم مصر به جایگاه نیمه-خدایی رسانده شده باشد.

## القاب
جدف‌حور با لقب‌های پسر شاه از بدنش و نگهدار نخن نامیده شده است.

## مرگ
از روی افسانه‌هایی که دربارهٔ جدف‌حور در متون باستانی مصر گفته شده، گمان می‌رود که او تا دوره فرمانروایی منکورع، نوه خوفو، نیز زنده مانده باشد. از این رو به احتمال زیاد او در پایان دودمان چهارم به خاک سپرده شده. آرامگاه او مصطبه G 7210-7220 در محوطه شرقی گورستان جیزه در جیزه است. تابوت او امروزه در موزه قاهره نگهداری می‌شود.